# Komijščina
Komijščina (коми кыв, komi kyv, tudi komi-zirjansko, зыран коми кыв, zyran komi kyv),) je permski jezik iz uralske jezikovne družine. Komijščina je poleg komi-perjaščine ena izmed dveh regionalnih različic komijskih jezikov. Komijščino govorijo Komiji, avtohtoni prebivalci republike Komi, kot tudi nekateri prebivalci z območja Nenškega avtonomnega okrožja in Jamalo-Nenškega avtonomnega okrožja. Leta 1994 je komijščino govorilo 285.000 ljudi, do leta 2010 je število govorcev padlo na približno 160.000.
Komijščina je bila sprva pisana v stari komijski pisavi, ki jo je v obredne namene v 14. stoletju iznašel Štefan Permski. Tovrstnih zapisov se je ohranilo zelo malo. V 17. stoletju so ruski misijonarji v jezik uvedli cirilico. Posvetna književnost v tem jeziku obstaja od 19. stoletja.
Komijščina se zapisuje z Molodcovo abecedo, ki je različica ruske cirilične abecede. Od 40. let 20. stoletja se uporabljata tudi črki 'i' in 'Ӧ'. Jezik se deli na deset narečij, ki se razlikujejo po uporabi glasov /v/ in /l/. Komijščina ima 17 sklonov, veliko različic uporabe mestnika, besede pa, tako kot ostali uralski jeziki, nimajo spola. Glagolske oblike se skladajo s sklonom in številom. Jezik je aglutinativen. Tipična skladnja stavka je osebek-predmet-povedek, vendar se je ta v sodobnih besedilih zaradi velikega vpliva ruščine in prevzetih besed spremenil v osebek-povedek-predmet.
| А а | Б б | В в | Г г | Ԁ ԁ | Ԃ ԃ | Е е | Ж ж | Җ җ | З з | Ԅ ԅ | Ԇ ԇ |  |
| І і | Ј ј | К к | Л л | Ԉ ԉ | М м | Н н | Ԋ ԋ | О о | Ӧ ӧ | П п | Р р |  |
| С с | Ԍ ԍ | Т т | Ԏ ԏ | У у | Ф ф | Х х | Ц ц | Ч ч | Ш ш | Щ щ | Ы ы |  |